# Yongzheng

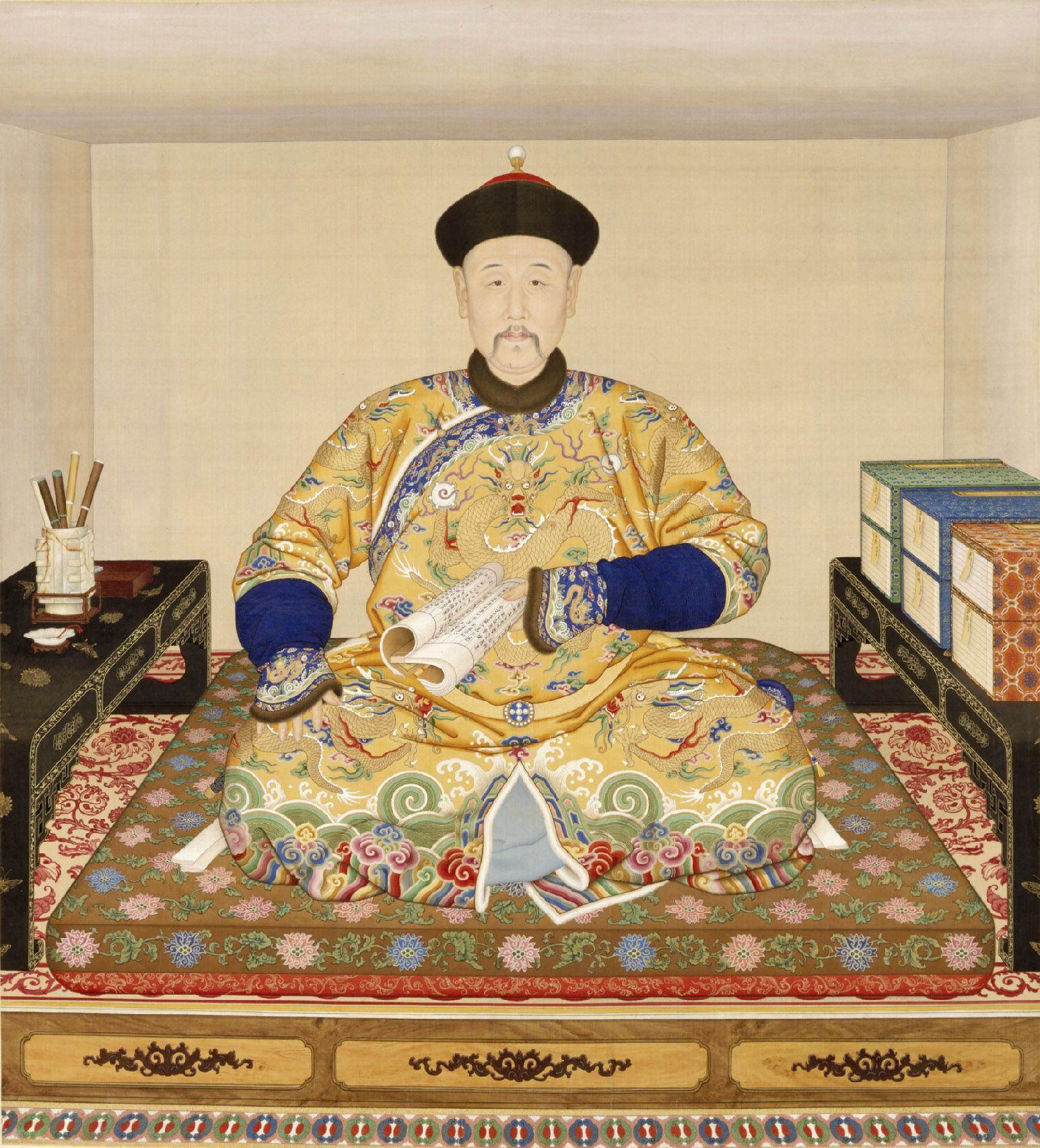
Kaiser Yongzheng

Yongzheng (chin. 雍正, Yōngzhèng, Geburtsname: Yinzhen, * 13. Dezember 1678 in Peking; † 8. Oktober 1735 ebenda) war als vierter Sohn des Kaisers Kangxi seit dem 5. Februar 1723 Kaiser der Qing-Dynastie.
Angeblich rückte er infolge einer Palastintrige zum Nachfolger seines Vaters auf. Gleichwohl scheint dies unbegründet zu sein. Zwar ernannte Kangxi seinen Sohn erst auf dem Sterbebett zum Thronfolger, doch schon zuvor hatte Prinz Yinzhen des Öfteren den Rang eines Regenten während der Abwesenheit seines Vaters inne und war (im Gegensatz zu seinen Brüdern) in die Staatsgeschäfte eingebunden. Daher ist es sehr viel wahrscheinlicher, dass Yinzhen schon lange als Nachfolger vorgesehen war, doch dass Kangxi dies erst kurz vor seinem Tod offiziell machte, um so Streitigkeiten mit seinen Söhnen zu vermeiden.
Seine Amtszeit wurde durch Misstrauen gegen seine familiäre Umgebung geprägt. Insbesondere jede Anschuldigung wegen einer vermeintlichen Usurpation des Drachenthrons ahndete Yongzheng mit unnachsichtiger Härte. Andererseits gelang es dem sehr arbeitsamen Kaiser durch rigide Sparsamkeit den zerrütteten Staatshaushalt zu sanieren. Unter seiner Herrschaft hatten die Staatsreserven bis zu 60 Millionen Tael Silber betragen; die erst bis zum Taiping-Aufstand im Jahr 1850 auf 9 Millionen Tael sanken. Außerdem reformierte er das kaiserliche Verwaltungssystem, um eine höhere Effektivität zu erreichen. 1727 schloss er den Vertrag von Kjachta mit Russland, in dem diesem weitreichende Handelsprivilegien zugestanden wurden. 1729 erließ er ein erstes Gesetz zur Eindämmung des Opiumhandels und -verbrauchs. Aus all diesen Gründen gilt Yongzheng als einer der fähigsten Herrscher der Qing-Zeit.
Obwohl aufrechter Konfuzianer, beschäftigte er sich auch mit verschiedenen Schulen des Buddhismus, insbesondere dem Zen-Buddhismus und dem (tibetisch-mongolischen) Vajrayana. Das seit dem 16. Jahrhundert in China von Missionaren gepredigte Christentum wurde von ihm infolge des Ritenstreits zunehmend bekämpft. Unter seiner Herrschaft entstand auch die berühmte Enzyklopädie „Vollständige Sammlung von Schriften und Bildwerken aus alter und neuer Zeit“ (Gujin tushu jicheng).